# Paolovit
Paolovit ist ein sehr seltenes Mineral aus der Mineralklasse der Elemente, genauer der Metalle und intermetallischen Verbindungen. Es kristallisiert im orthorhombischen Kristallsystem mit der chemischen Zusammensetzung Pd2Sn und bildet irregulär geformte Körner, die in andere Minerale eingebettet sind.

## Etymologie und Geschichte
Paolovit wurde erstmals 1970 von A.D. Genkin, T.L. Jewstignejewa, L.N. Wjalsow, I.P. Laputina und N.V. Gronewa in der Typlokalität auf der Taimyrhalbinsel in Nordsibirien (Russland) gefunden. Es ist nach der chemischen Zusammensetzung aus Palladium (Pa) und Zinn (russisch olowo) benannt.

## Klassifikation
In der Systematik nach Strunz wird Paolovit zu den Metallen und intermetallischen Verbindungen, einer Untergruppe der Elemente gezählt. Nach der 8. Auflage bildet es dabei zusammen mit Naldrettit, Cabriit, Taimyrit und Tatyanait eine Gruppe. In der 9. Auflage bildet es mit Cabriit eine Untergruppe der PGE-Metall-Legierungen.
In der Systematik nach Dana bildet es eine eigene Untergruppe der metallischen Elemente und Legierungen mit Platinmetallen.

## Kristallstruktur
Paolovit kristallisiert im orthorhombischen Kristallsystem in der Raumgruppe Pbnm (Raumgruppen-Nr. 62, Stellung 3) mit den Gitterparametern a = 8,11 Å, b = 5,66 Å und c = 4,324 Å sowie vier Formeleinheiten pro Elementarzelle.

## Bildung und Fundorte
Paolovit bildet sich in sulfidischen Kupfer-Nickel-Erzen. Es ist vergesellschaftet mit Cubanit, Chalkopyrit, Galenit, Talnakhit, Mooihoekit, Magnetit, Sperrylit, Sobolevskit, Taimyrit, Polarit, Maslovit, Atokit–Rustenbergit, Froodit, Silber, Palladium und Bismut.
Neben seiner Typlokalität sind weitere Funde vor allem aus anderen Gegenden Russlands bekannt. Dazu zählen das Sajangebirge, die Kola-Halbinsel, der Fluss Oulankajoki und die Gegend des Baikalsees. Außerhalb Russlands sind Funde aus Midu in China, dem Merensky Reef in Südafrika und Albany im US-Bundesstaat Wyoming bekannt.